# هانا بالینسکا
هانا بالینسکا (لهستانی: Hanna Balińska؛ زادهٔ ۴ فوریه ۱۹۴۳) بازیگر اهل لهستان است. او تباری ایتالیایی-فرانسوی-سوئیسی دارد.
از فیلم‌ها یا مجموعه‌های تلویزیونی که وی در آن‌ها نقش داشته است، می‌توان به صفر-هفت، به‌گوشم اشاره نمود.